# Photedes duponchellii
Photedes duponchellii är en fjärilsart som beskrevs av Jean Baptiste Boisduval 1829. Photedes duponchellii ingår i släktet Photedes och familjen nattflyn. Inga underarter finns listade i Catalogue of Life.